# Neil Simon
Marvin Neil Simon (n. 4 iulie 1927, New York City, New York, SUA – d. 26 august 2018, New York City, New York, SUA) a fost un dramaturg și scenarist american, de origine evreu.
Numeroasele sale comedii, jucate mai întâi pe scenele din Broadway, au fost traduse și reprezentate în întreaga lume, dobândind un loc de frunte în repertoriul teatral universal din secolele al XX-lea și al XXI-lea.
Între piesele sale se numără Amintiri din Brighton Beach, Biloxi Blues și Un cuplu ciudat. Neil Simon a câștigat Premiul Pulitzer pentru dramă pentru piesa Lost In Yonkers. După mai multe din piesele sale au fost realizate filme artistice, pentru care a scris scenariul. A mai scris și librete pentru musicaluri, ca de pildă Sweet Charity.

## Familia și anii de tinerețe
Neil Simon s-a născut la 4 iulie 1927 în Bronx, New York, ca al doilea copil al lui Irving Simon, vânzător de stofă, și al soției sale, Mamie. Copilăria și-a petrecut-o în zilele Marii Depresiuni financiare, în cartierul Washington Heights din Manhattan. Tatăl își părăsea adesea familia, târând-o în dificultăți financiare și sufletești. După școala elementară, Neil a urmat cursurile liceului De Witt Clinton, pe care l-a absolvit la vârsta de 16 ani.
În  anii de după cel de al Doilea Război Mondial a studiat pentru scurtă vreme la universitățile New York (1944-1945) și apoi Denver (1945-1946). În 1945, tânărul s-a înrolat în armată, servind la baza aviatică Lowry. S-a distins ca ziarist sportiv scriind pentru „Rev-meter”, gazeta taberei militare.

## Începutul carierei
După ce a fost eliberat din armată în anul 1946, cu gradul de caporal, Simon a lucrat vreme de doi ani ca funcționar responsabil cu poșta la birourile companiei Warner Bros din Manhattan. Mai târziu, a început,împreună cu fratele său, Danny Simon (1918-2005) să scrie scenarii pentru emisiuni de radio și televiziune.   
În acest scop au urmat un curs rapid de scriere creativă cu umoristul Goodman Ace , de la Columbia Broadcasting System CBS. Au scris, între altele, pentru programul  radiofonic „The Robert Q. Lewis Show” și pentru emisiunea de televiziune „The Phil Silvers Show”.
Câteva spectacole de revistă muzicală pe texte compuse de ei la teatrul de vară de la Camp Tamiment în Pennsylvania la începutul anilor 1950 au trezit interesul actorului comic Sid Caesar care i-a angajat pe cei doi frați pentru populara sa emisiune comică de televiziune Your Show of Shows. Munca din acei ani l-a inspirat mai târziu pe Neil Simon în comedia „Laughter on the 23rd Floor” din 1993.
Scenariile sale i-au adus primele nominalizări pentru Premiul Emmy și aprecierea lui Phil Silvers, care l-a angajat pentru serialul sau cunoscut ca „Sergeant Bilko” din anul 1959. 
Primul spectacol de pe Broadway la care a participat, și la ale cărui scheciuri a colaborat și fratele sau Danny, a fost Catch a Star! din 1950.

## Cariera de dramaturg și scenarist

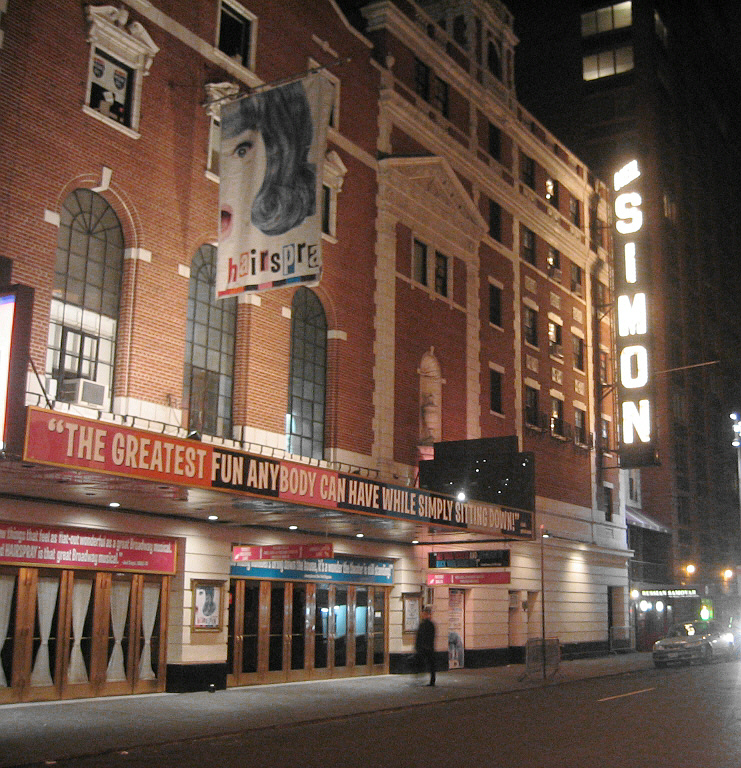
Teatrul Neil Simon pe Broadway

Prima sa piesă produsă pe Broadway, pe scena Teatrului Brooks Atkinson, a fost „Come Blow Your Horn”, care a fost jucată succesiv de 678 de ori. Șase săptămâni după căderea cortinei, a urmat o a doua creație, musicalul „Little Me”. Deși nu a atras o audiență prea mare, el i-a adus lui Simon cel dintâi premiu Tony. În total Neil Simon a obținut în cursul lungii și prolificei sale cariere șaptesprezece nominalizări pentru premiul Tony, iar de trei ori l-a câștigat. În anul 1991 i s-a decernat și premiul Pulitzer pentru teatru, pentru piesa „Lost in Yonkers”.
În anul 1966 teatrele din Broadway au jucat în același timp nu mai puțin de patru creații ale lui Neil Simon: musicalul „Sweet Charity” și comediile  „The Star-Spangled Girl”, „The Odd Couple” (Un cuplu ciudat) și „Barefoot in the Park”.(Desculț în parc)  
Rodul colaborării cu producătorul Emanuel Azenberg au fost spectacolele „Băieții de aur” (The Sunshine Boys) în 1972, apoi „The Good Doctor”,„God's Favorite”, „Chapter Two”, „They're Playing Our Song”, „I Ought to Be in Pictures”, „Brighton Beach Memoirs” , „Biloxi Blues”, „Broadway Bound”, „Femeile lui Jake”,(Jake's Women), „The Goodbye Girl” și altele.
Neil Simon a mai scris scenarii pentru peste douăzeci de filme. Intre acestea se numără adaptări după piesele sale, dar și scenarii originale precum „The Out-of-Towners”,„Murder by Death” și „Adio, dar rămân cu tine!” (Goodbye Girl). Scenariile sale au obținut patru nominalizări pentru Premiul Oscar.   
În anul 1983 Neil Simon a devenit unicul dramaturg în viață având la New York un teatru purtându-i numele. E vorba de fostul teatru Alvin de pe Broadway, numit în prezent Neil Simon Theatre,

## Teme și genuri
Deși cunoscut mai cu seamă ca autor de comedii, Neil Simon a experimentat și alte genuri și teme. În anii 1970 el a scris mai multe drame, ca de pilda The Gingerbread Lady despre tendința auto-destructivă a unei star de cabaret, dependentă de picătura amară.
Chiar dacă opera sa validează, în general, normele sociale tradiționale, sunt în creațiile sale și elemente de critică socială.
La începutul anilor 1970 a scris piesa „The Good Doctor” (1973), cuprinzând scheciuri bazate pe povestiri de Cehov, apoi „God’s Favorite” (1974), inspirată de Cartea lui Iov. 
În 1992 a scris piesa „Femeile lui Jake” (Jake’s Women), construită pe un flux de conștiință suprarealist. O parte din creațiile sale din anii 1970-1980 au un substrat autobiografic, ca de pildă „Capitol secund” (Chapter two) (1977) despre a doua căsătorie a unui văduv, și mai ales trilogia despre tinerețea sa, compusă din piesele „Amintiri din Brighton Beach” (Brighton Beach Memoirs) (1983), „Biloxi Blues” (1985) și „Broadway Bound” (1986)
Simon s-a distins și prin libretele sale pentru musicaluri ca de exemplu „Sweet Charity” (1967) „Promises, Promises” (1968) ,„They’re Playing Our Song” (1978) și „I Ought to Be in Pictures” (1980). A mai scris și farsa „Un cuplu (feminin) ciudat” (1985), versiune pentru femei a piesei originale „Un cuplu ciudat”. 
Și în aceste lucrări el a exprimat, ca și în comediile sale teatrale, simțămintele păturii mijlocii americane, prin gura unor personaje nesigure și anxioase, obținând, totodată, efecte umoristice deosebite.

## Viața personală
Neil Simon a fost căsătorit de cinci ori, și anume cu dansatoarea Joan Baim (1953–1973), cu actrița Marsha Mason, care a apărut în multe din comediile și filmele bazate pe scenariile sale
(1973–1981), de doua ori cu Diane Lander (1987–1988 și 1990–1998), și, în prezent, cu actrița 
Elaine Joyce.
El are două fete Nancy și Ellen, din prima sa căsătorie, și Bryn, fiica lui Diane Lander dintr-o căsătorie precedentă a acesteia.

## Premii și distincții
| - 1957 Emmy Award pentru Your Show of Shows - 1959 Emmy Award pentru The Phil Silvers Show - 1965 Tony Award pentru cel mai bun autor- The Odd Couple (Un cuplu ciudat) - 1967 Evening Standard Award - Barefoot in the Park (Desculț în parc) - 1968 Sam S. Shubert Award - Sweet Charity - 1969 Premiul Asociației scriitorilor din America - The Odd Couple - 1970 Premiul Asociației scriitorilor din America - The Last of the Red Hot Lovers - 1971 Premiul Asociației scriitorilor din America - The Out-of-Towners - 1972 Premiul Asociației scriitorilor din America - The Trouble With People - 1972 Cue Entertainer of the Year Award - 1975 Special Tony Award pentru contribuția în teatru - 1975 Premiul Asociației scriitorilor din America - The Goodbye Girl (Adio, dar rămân cu tine!) - 1978 Premiul Globul de aur (Golden Globe Award) pentru cel mai bun scenariu de film artistic-The Goodbye Girl (Adio, dar rămân cu tine!) - 1979 Premiul Asociației scriitorilor din America - premiu pentru activitate | - 1981 doctor honoris causa în litere al Universității Hofstra - 1983 American Theatre Hall of Fame - 1983 Premiul Cercului criticilor de teatru din New York (New York Drama Critics Circle Award) - Brighton Beach Memoirs - 1983 Premiul Cercului criticilor externi (Outer Critics Circle Award) - Brighton Beach Memoirs - 1985 Tony Award pentru cea mai buna piesă - Biloxi Blues - 1986 Premiul guvernatorului Statului New York - 1989 American Comedy Awards pentru activitatea de o viață - 1991 Drama Desk Award pentru cea mai remarcabilă piesă - Lost in Yonkers - 1991 Premiul Pulitzer pentru dramă - Lost in Yonkers - 1991 Tony Award pentru cea mai buna piesă - Lost in Yonkers - 1995 Distincția Centrului Kennedy (Kennedy Center Honoree) - 1996 Premiul Peggy V. Helmerich pentru cel mai bun autor, decernat anual de către Biblioteca districtuală din Tulsa City - 1996 Distincția Festivalului de Teatru William Inge pentru cea mai deosebită realizare în teatrul american - 2006 Premiul Mark Twain pentru umor american - doctor honoris causa în drept al colegiului Williams |

### Piese de teatru
| - Come Blow Your Horn (1961) - Little Me (musical) (1962) - Barefoot in the Park (1963) - Un cuplu ciudat (The Odd Couple) (1965) - Sweet Charity (1966) - The Star-Spangled Girl (1966) - Plaza Suite (1968) - Promises, Promises (musical) (1968) - The Last of the Red Hot Lovers (1969) - The Gingerbread Lady (1970) - The Prisoner of Second Avenue (1971) | - Băieții de aur (The Sunshine Boys) (1972) - The Good Doctor (1973) - God's Favorite (1974) - California Suite (1976) - Chapter Two (1977) - They're Playing Our Song (1979) - I Ought to Be in Pictures (1980) - Fools (1981) - Brighton Beach Memoirs] (1983) - Biloxi Blues] (1985) - The Odd Couple (versiunea feminină) (1986) - Broadway Bound (1986) | - Rumors (1988) - Lost in Yonkers (1991) - Jake și femeile lui (Jake's Women) (1992) - Adio, dar rămân cu tine (The Goodbye Girl) musical (1993) - Laughter on the 23rd Floor (1993) - London Suite (1995) - Proposals (1997) - The Dinner Party (2000) - 45 Seconds from Broadway (2001) - Rose's Dilemma (2003) - Oscar and Felix: A New Look at the Odd Couple (2004) |

### Filmografie selectivă
- The Garry Moore Show (1950) (TV)
- Your Show of Shows (1950-1954) (TV)
- Caesar's Hour (1954-1957) (TV)
- Stanley (1956 TV series) (1956) (TV)
- The Phil Silvers Show (1958-1959) (TV)
- Kibbee Hates Twitch (1965) (TV)
- After the Fox (împreună cu Cesare Zavattini) (1966)
- Barefoot in the Park (1967)
- Un cuplu ciudat (1968)
- Sweet Charity (1969)
- The Out-of-Towners  (1970)
- Plaza Suite  (1971)
- The Last of the Red Hot Lovers (1972)
- The Heartbreak Kid (1972)
- The Prisoner of Second Avenue] (1972)
- The Sunshine Boys (1975)
- Murder by Death (1976)
- Adio, dar rămân cu tine! (The Goodbye Girl)(1977)
- The Cheap Detective (1978)
- California Suite (1978)
- The Good Doctor (1978) (TV)
- Chapter Two (1979)
- Seems Like Old Times (1980)
- Only When I Laugh (1981)
- I Ought to Be in Pictures (1982)
- Max Dugan Returns] (1983)
- The Lonely Guy] (1984)
- The Slugger's Wife (1985)
- Brighton Beach Memoirs] (1986)
- Plaza Suite] (1987) (TV)
- Biloxi Blues (1988)
- The Marrying Man (1991)
- Lost in Yonkers] (1993)
- The Sunshine Boys (1995) (TV)
- Jake's Women (1996)  (TV)
- London Suite (1996) (TV)
- Un cuplu ciudat II (1998)
- Laughter on the 23rd Floor] (2001) (TV)
- Adio, dar rămân cu tine  - The Goodbye Girl (2004) (TV)

## Legături externe
- Neil Simon la Internet Movie Database
- en Neil Simon la Internet Broadway Database
- Neil Simon la Internet Off-Broadway Database
- Apariții pe C-SPAN
- video: "Neil Simon's Broadway" pe YouTube, 6 minutes
- The Neil Simon Festival
- PBS article, American Masters
- James Lipton (1992). „Neil Simon, The Art of Theater No. 10”. The Paris Review.
- Deborah Weitzmann în Jewish Chronicle 4 iulie 2011, „On this day:Neil Simon is born” Arhivat în 5 septembrie 2011, la Wayback Machine.